# 생육신이경은선생부조묘
생육신이경은선생부조묘(生六臣李耕隱先生不조廟)는 대한민국 경상북도 영천시 자양면 용산리에 있는, 생육신의 한분인 경은 이맹전(1392∼1480)을 추모하여 세운 건물이다. 1974년 12월 10일 경상북도의 유형문화재 제53호로 지정되었다.

## 개요
생육신의 한분인 경은 이맹전(1392∼1480)을 추모하여 세운 건물로, 조선 정조 10년(1786)에 임금의 명으로 지어졌다.
청렴결백하다는 평판을 받았던 이맹전은 단종 1년(1453) 수양대군이 단종을 보좌하는 황보 인·김종서 등을 몰아내고 정권을 빼앗아 나라가 소란해지자, 다음 해에 벼슬을 버리고 고향으로 돌아갔다. 귀머거리·장님이라 핑계하며 친한 친구마저도 만나지 않던 이맹전은 30여 년을 문밖에 나가지 않고 지내다가 나이 90여 세에 세상을 떠났다.
앞면 3칸·옆면 2칸 규모이며, 지붕 옆면이 사람 인(人)자 모양인 맞배지붕집이다.

## 참고 문헌
- 생육신이경은선생부조묘 - 국가유산청 국가유산포털